# کارل-اریک اندرسون
کارل-اریک اندرسون (سوئدی: Karl-Erik Andersson؛ ۱۶ ژانویه ۱۹۲۷ – ۱۶ اوت ۲۰۰۵) بازیکن فوتبال اهل سوئد بود.
از باشگاه‌هایی که در آن بازی کرده‌است می‌توان به باشگاه فوتبال دیورگاردن اشاره کرد.
وی همچنین در تیم‌های ملی فوتبال سوئد و سوئد بی بازی کرده‌است.